# Lee Evans
Lee Edward Evans (Madera, 25 febbraio 1947 – Lagos, 19 maggio 2021) è stato un velocista statunitense, specializzato nei 400 metri piani.
In carriera ha vinto due medaglie d'oro olimpiche ai Giochi di Città del Messico 1968 e ha detenuto il record mondiale dei 400 m piani dal 1968 al 1988.

## Biografia
Evans si mise in luce fin da giovanissimo con eccellenti risultati: fu imbattuto durante gli anni della high school; nel 1966 vinse il suo primo campionato nazionale AAU sulle 440 iarde (402,34 m) ripetendosi nel 1967 sui 400 metri piani. Nel 1968, sempre sui 400 m, si aggiudicò sia il campionato AAU che quello NCAA.
Nel 1966 conquistò il suo primo record mondiale contribuendo all'impresa della staffetta 4×400 m della nazionale statunitense che, a Los Angeles, corse in 2'59"6, prima volta al mondo sotto la barriera dei tre minuti.
Nel 1968 Evans vinse i trials di selezione per i Giochi olimpici battendo il record mondiale dei 400 m (44"1), ma il primato non venne omologato perché le sue scarpette chiodate furono ritenute non conformi al regolamento. Nessun problema, invece, nella finale di Città del Messico, dove Evans vinse la medaglia d'oro olimpica con il nuovo record mondiale (43"86). Nella stessa edizione dei Giochi olimpici bissò l'oro correndo la frazione conclusiva della staffetta 4×400 m, stabilendo anche qui il nuovo primato mondiale in 2'56"1. Entrambi i record avrebbero resistito per 20 anni.
I quattro atleti si presentarono alla premiazione indossando baschi neri e salutarono con il pugno chiuso in segno di solidarietà con il movimento delle Pantere Nere, suscitando ulteriori polemiche dopo l'analogo comportamento tenuto in precedenza da Tommie Smith e John Carlos nella cerimonia di premiazione dei 200 metri.
Dopo aver vinto i campionati AAU nel 1969 e nel 1972, Evans mancò la qualificazione alla gara individuale dei 400 m per le Olimpiadi del 1972 finendo solo al quarto posto nei trials. Selezionato come quarto staffettista, non poté tuttavia difendere il suo titolo nemmeno in questa gara perché la staffetta statunitense venne ritirata dalle competizioni, dopo che due dei suoi componenti (Vincent Matthews e Wayne Collett) erano stati espulsi dalla squadra a seguito del loro gesto di protesta contro il razzismo al momento della premiazione della gara individuale svoltasi pochi giorni prima e il terzo, John Smith, si era infortunato proprio durante la disputa della finale dei 400 m stessi.
Terminata la carriera agonistica, Evans è rimasto nel mondo dell'atletica come allenatore. Nel corso degli anni ha intrapreso diverse iniziative a sostegno della lotta per i diritti civili e contro l'AIDS.

## Palmarès
| Anno | Manifestazione      | Sede              | Evento      | Risultato | Prestazione | Note            |
| ---- | ------------------- | ----------------- | ----------- | --------- | ----------- | --------------- |
| 1967 | Giochi panamericani | Winnipeg          | 400 m piani | Oro       | 44"95       |                 |
| 1967 | Giochi panamericani | Winnipeg          | 4×400 m     | Oro       | 3'02"03     |                 |
| 1968 | Giochi olimpici     | Città del Messico | 400 m piani | Oro       | 43"86       | Record mondiale |
| 1968 | Giochi olimpici     | Città del Messico | 4×400 m     | Oro       | 2'56"16     | Record mondiale |